# Marnaves
Marnaves är en kommun i departementet Tarn i regionen Occitanien i södra Frankrike. Kommunen ligger i kantonen Vaour som tillhör arrondissementet Albi. År 2022 hade Marnaves 82 invånare.

## Befolkningsutveckling
Antalet invånare i kommunen Marnaves
| Referens: INSEE |